# アドルフ・フリードリヒ4世 (メクレンブルク公)
アドルフ・フリードリヒ4世（ドイツ語: Adolf Friedrich IV.、1738年5月5日 - 1794年6月2日）は、神聖ローマ帝国の領邦国家であるメクレンブルク＝シュトレーリッツの君主（在任：1752年 - 1794年）。

## 生涯
カール・ルートヴィヒ・フリードリヒ・フォン・メクレンブルク＝シュトレーリッツとエリザベート・アルベルティーネ・フォン・ザクセン＝ヒルトブルクハルゼンの息子として、ミロウで生まれた。父はメクレンブルク＝シュトレーリッツ公アドルフ・フリードリヒ2世の次男だった。
父が1752年6月5日に死去した後はメクレンブルク＝シュトレーリッツの推定相続人になり、伯父のアドルフ・フリードリヒ3世が同年12月11日に死去すると公位を継承した。1753年よりグライフスヴァルト大学で学んだ。また1764年にガーター勲章を授与された。
即位した時点で14歳と若年だったためしばらくは母のエリザベート・アルベルティーネ・フォン・ザクセン＝ヒルトブルクハルゼンがイギリス国王ジョージ2世の保護を受けて、代わりに公国を統治した。
アドルフ・フリードリヒ4世は1794年にノイシュトレーリッツで死去した。生涯未婚だったため、公位は弟のカール2世が継承した。